# Hasmonea Lwów
Hasmonea Lwów was een Poolse voetbalclub uit de stad Lwów, die tegenwoordig in Oekraïne ligt en de naam Lviv draagt. De club werd opgericht in 1908 en de clubkleuren waren blauw-wit. Het was een van de vier clubs uit Lwów die speelde in de hoogste Poolse voetbalcompetitie.
Hasmonea was de eerste voetbalclub uitsluitend voor Joden. De clubnaam komt van de familie van de Hasmoneeën.
In totaal speelde de club twee seizoenen in de I liga, namelijk in 1927 en 1928. Aan het begin van de Tweede Wereldoorlog, in 1939, werd de club opgeheven.